# Jakub Kovář
Jakub Kovář (né le 19 juillet 1988 à Písek en Tchécoslovaquie) est un joueur professionnel tchèque de hockey sur glace. Il évolue au poste de gardien de but. Il est le frère de l'attaquant Jan Kovář.

## Biographie

### Carrière en club
Formé au IHC Písek, il rejoint les équipes de jeunes du HC České Budějovice en 2005. Il est choisi au quatrième tour en cent-neuvième position par les Flyers de Philadelphie au cours du repêchage d'entrée dans la LNH 2006. Puis, il est repêché en vingt-neuvième position lors de la sélection européenne 2007 de la Ligue canadienne de hockey par les Generals d'Oshawa. Il part alors en Amérique du Nord et passe une saison dans la Ligue de hockey de l'Ontario. Il porte les couleurs des Generals puis des Spitfires de Windsor. En 2008, il passe professionnel avec le HC České Budějovice dans l'Extraliga.

### Carrière internationale
Il représente la République tchèque au niveau international. Il participe aux sélections jeunes. Il prend part à son premier championnat du monde senior en 2011 où l'équipe est médaillée de bronze.